# Numfor
Numfor of Numfoor is een eiland in de Indonesische provincie Papoea, ten noorden van Nieuw-Guinea. Het ligt in de Geelvinkbaai op vijftig kilometer ten westen van Biak en Supiori en op 70 kilometer oostelijk van de havenstad Manokwari op het schiereiland de Vogelkop. Numfor is 311 km² groot en het hoogste punt is 204 m.
Het eiland is vrijwel rond van vorm en heeft een totale kustlijn van 70 kilometer. De meeste dorpen liggen langs de kust en zijn met elkaar verbonden door een 50 kilometer lange kustweg, die tijdens de Tweede Wereldoorlog door de Amerikanen is aangelegd. Numfor bestaat uit twee onderdistricten, Numfor-Oost en Numfor-West. Numfor-Oost, met zes dorpen, heeft ruim 5000 inwoners; Numfor-West, met 5 dorpen, 4500 inwoners. De hoofdplaats van Numfor-Oost is Yenburwo, van Numfor-West Kameri.

## Economie
Visserij en landbouw zijn de voornaamste inkomensbron op het eiland. Exportproducten zijn gerookte vis, boontjes, kokosnoten en zeekomkommer of tripang. Het toerisme neemt op het eiland de laatste jaren toe.

## Tweede Wereldoorlog
Numfor is in de Tweede Wereldoorlog door de Japanners bezet geweest. De strijd van de Amerikanen tegen de Japanners aan het eind van de oorlog is hevig geweest, en heeft veel schade aangericht op het eiland. Nog steeds liggen overal op het eiland verspreid de restanten van de oorlog. De Amerikanen bouwden bij het dorp Manggari een haven, en legden ook de verbindingsweg en een vliegveld op het eiland aan. Tussen 2 juli en 31 augustus vond er de Slag om Numfur plaats.

## Zoogdieren
De volgende zoogdieren komen er voor:
- Wild zwijn (Sus scrofa) (geïntroduceerd)
- Zwarte rat (Rattus rattus) (geïntroduceerd)
- Phalanger orientalis
- Spilocuscus maculatus
- Petaurus breviceps
- Hydromys chrysogaster (onzeker)
- Dobsonia sp. nov.
- Macroglossus minimus
- Nyctimene cyclotis
- Nyctimene sp. nov.
- Pteropus pohlei
- Emballonura raffrayana
- Aselliscus tricuspidatus
- Hipposideros cervinus
- Hipposideros papua
- Miniopterus australis

## Vogels
De numforvlagstaartijsvogel (Tanysiptera carolinae) is endemisch op Numfor.